# Mistreated Jaworzno
Mistreated Jaworzno – polski klub futsalowy z Jaworzna. Od sezonu 1995/1996 do 1999/2000 występował w I lidze. W sezonie 1997/1998 drużyna zdobyła wicemistrzostwo Polski.